# Gomphus (schimmel)
Gomphus is een geslacht van schimmels behorend tot de familie Gomphaceae. De typesoort is Gomphus clavatus.

## Soorten
Volgens Index Fungorum telt het geslacht 12 soorten (peildatum september 2023), te weten:
| Soortnaam             | Auteur(s)                           | Publicatiejaar |
| --------------------- | ----------------------------------- | -------------- |
| Gomphus brasiliensis  | Corner                              | 1970           |
| Gomphus brunneus      | (Heinem.) Corner                    | 1966           |
| Gomphus cavipes       | Corner                              | 1970           |
| Gomphus clavatus      | (Pers.) Gray                        | 1821           |
| Gomphus crassipes     | (Kuntze) Maire                      | 1937           |
| Gomphus ludovicianus  | R.H. Petersen, Justice & D.P. Lewis | 2014           |
| Gomphus megasporus    | Corner                              | 1970           |
| Gomphus ochraceus     | (Pat.) Singer                       | 1945           |
| Gomphus orientalis    | R.H. Petersen & M. Zang             | 1996           |
| Gomphus szechwanensis | R.H. Petersen                       | 1972           |
| Gomphus thiersii      | R.H. Petersen                       | 1971           |
| Gomphus yunnanensis   | R.H. Petersen & M. Zang             | 1996           |